# Northern Lights - Southern Cross
Northern Lights - Southern Cross è il sesto album in studio del gruppo musicale canadese-statunitense The Band, pubblicato nel 1975.

## Tracce
Tutte le tracce sono state scritte e composte da Robbie Robertson.
Lato A
1. Forbidden Fruit – 5:56
2. Hobo Jungle – 4:10
3. Ophelia – 3:29
4. Acadian Driftwood – 6:41

Durata totale: 20:16
Lato B
1. Ring Your Bell – 3:53
2. It Makes No Difference – 6:30
3. Jupiter Hollow – 5:18
4. Rags and Bones – 4:42

Durata totale: 20:23
Edizione CD del 2004, pubblicato dalla Capitol Records (TOCP-67398)
Tutte le tracce sono state scritte e composte da Robbie Robertson.
1. Forbidden Fruit – 5:59
2. Hobo Jungle – 4:15
3. Ophelia – 3:32
4. Acadian Driftwood – 6:42
5. Ring Your Bell – 3:55
6. It Makes No Difference – 6:34
7. Jupiter Hollow – 5:20
8. Rags & Bones – 4:45
9. Twilight – 3:13 – Bonus Track - Early Alternate Version - Previously Unreleased
10. Christmas Must Be Tonight – 3:01 – Bonus Track - Alternate Version - Previously Unreleased

Durata totale: 47:16

## Formazione
- Rick Danko – basso, chitarra, violino, armonica, trombone, voce
- Levon Helm – batteria, chitarra, mandolino, piano, tastiere, voce
- Garth Hudson – organo, tastiere, fisarmonica, sassofoni, sintetizzatori, ottoni, cornamusa (in Acadian Driftwood)
- Richard Manuel – piano, tastiere, percussioni, clavinet, batteria, voce
- Robbie Robertson – chitarre, basso, piano, tastiere, clavinet